# Moechotypa javana
Moechotypa javana là một loài bọ cánh cứng trong họ Cerambycidae.